# Râul Slanița
Râul Câmpinița este un curs de apă, afluent al râului Prahova. 

## Hărți
- Harta județului Prahova